# Wolfgang Friedrich (Bildhauer)

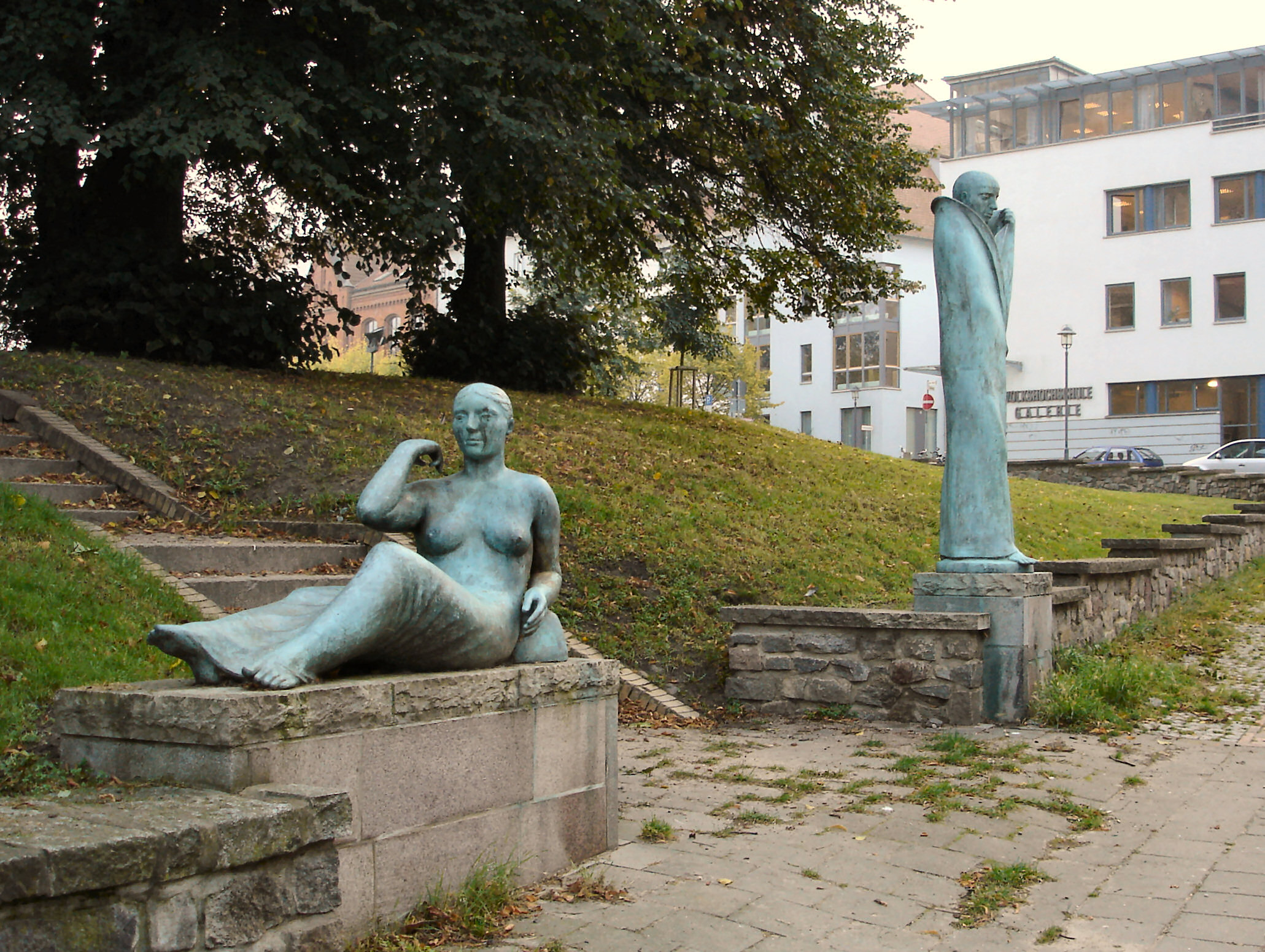
Liegende und Stehende Gewandfigur 1999

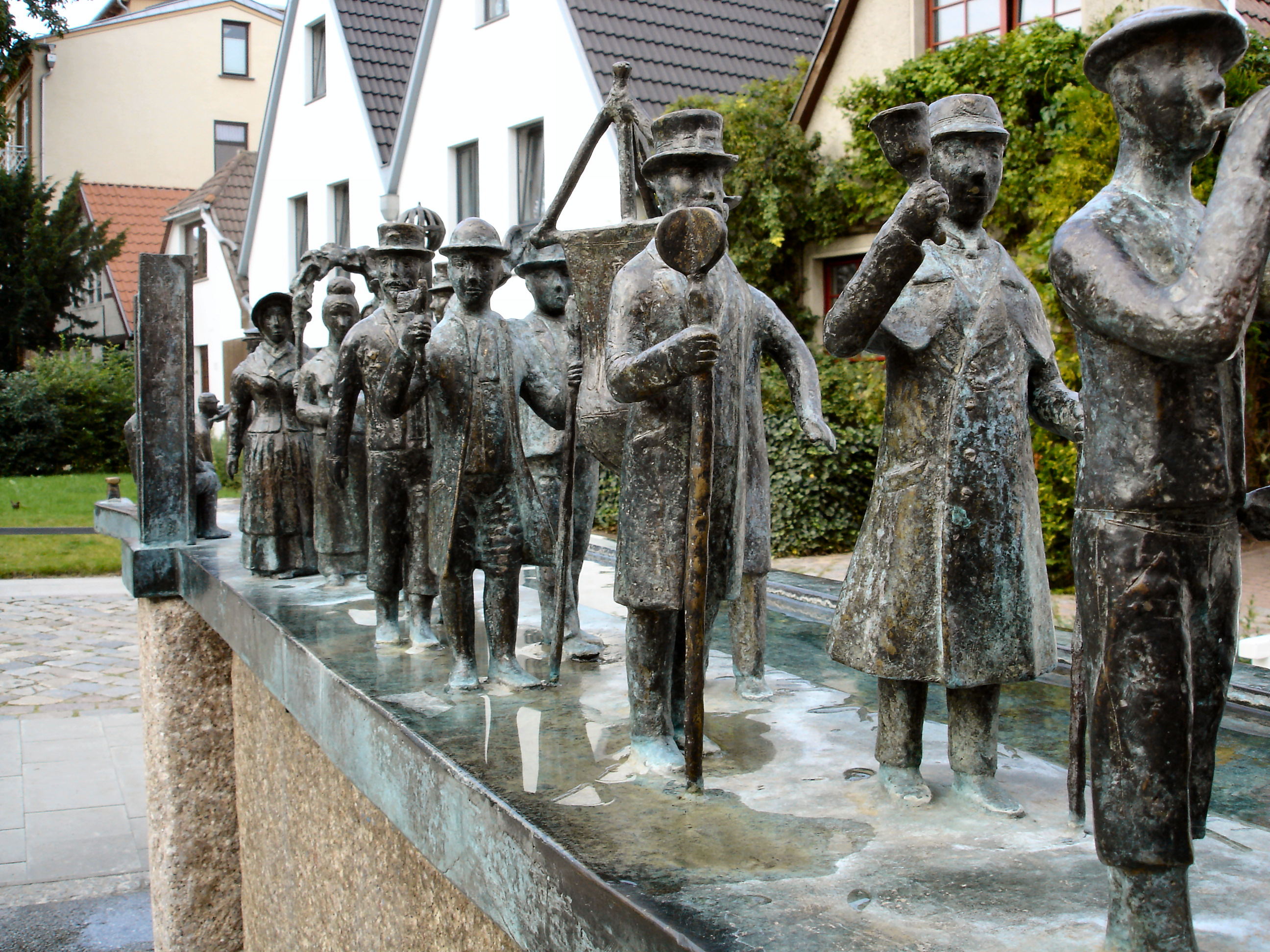
Warnminner Ümgang 2004

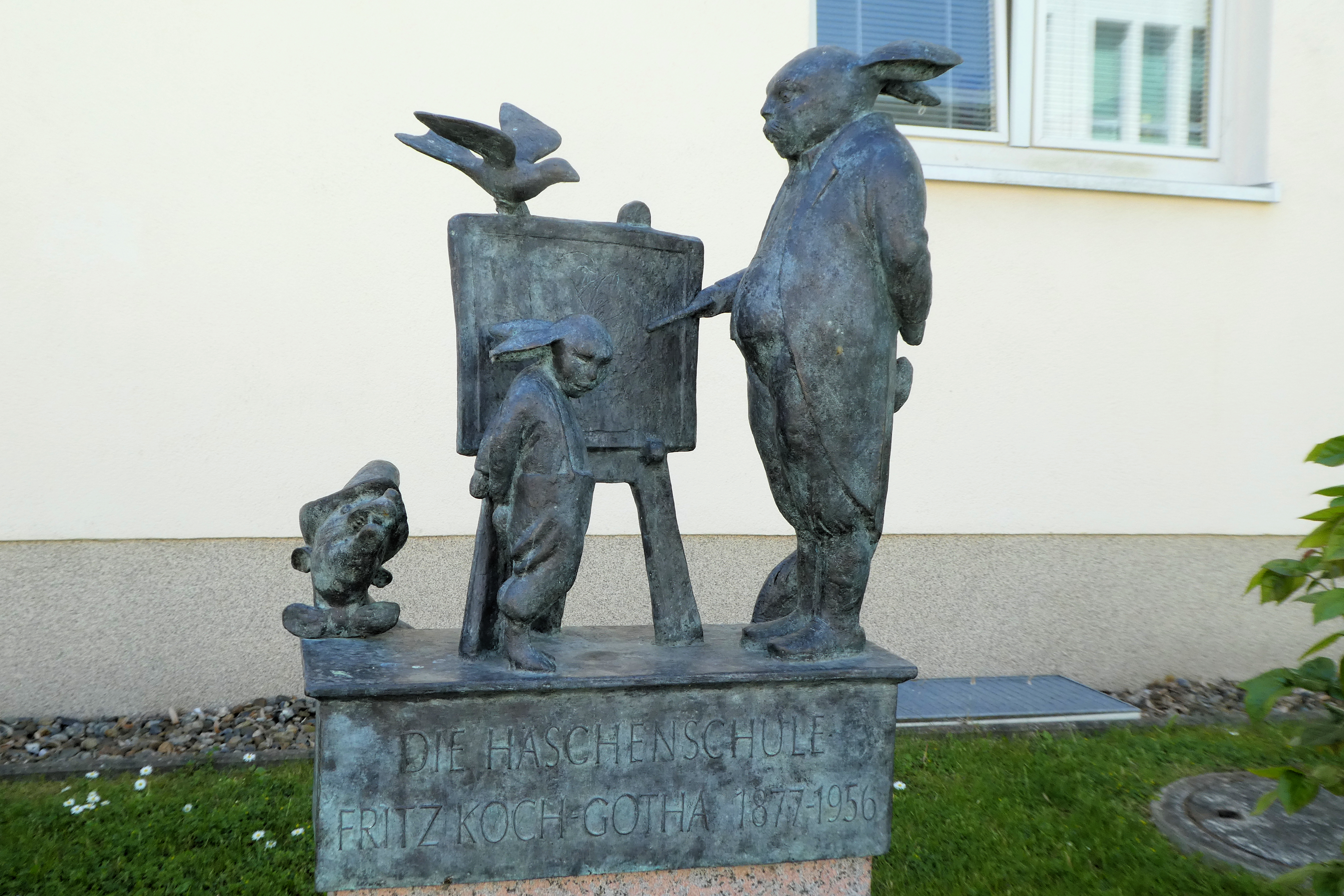
Häschenschule 2016

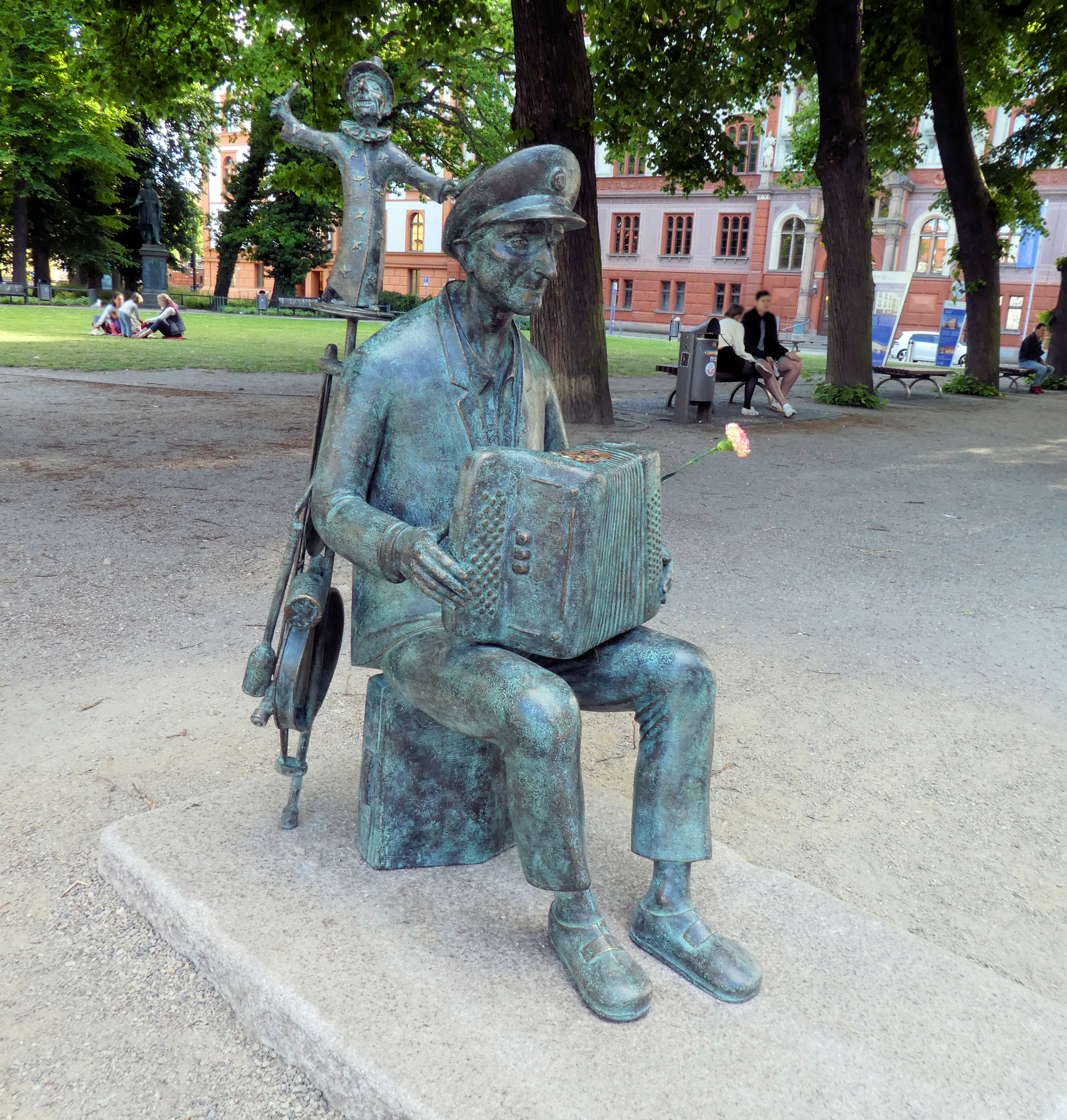
Spielmann 2020

Wolfgang Friedrich (* 1947 in Torgau) ist ein Rostocker Bildhauer und Medailleur.

## Leben
Wolfgang Friedrich absolvierte bis 1966 die Erweiterte Oberschule und erlangte dabei das Abitur und den Abschluss als Spezialglasfacharbeiter. Von 1968 bis 1973 studierte er an der Dresdener Hochschule für Bildende Künste (HfBK) unter anderem bei Gerd Jaeger, Walter Arnold, Herbert Naumann und Helmut Schwager (1922–2021). 1973/1974 hatte er dort eine Aspirantur. Er leistete dann Dienst bei der NVA. 1977/1978 war er Lehrer an der Abendschule der HfBK. Seit 1978 arbeitet er als freischaffender Bildhauer in Rostock. Er ist Dozent für Gestaltlehre an der Technischen Kunstschule in Rostock.

## Werke
Die Vergegenwärtigung des antiken Erbes auf dem Horizont heutiger Erfahrung ist eine der Intentionen Friedrichs.
- 1982: Weibliche Figur, lebensgroß, Bronze in Dierhagen
- 1986: Geländer mit Figuren, Bronze, Restaurant Fünfgiebelhaus in Rostock
- 1987: Brunnenanlage „Quelle - Wasser - Ufer“, Gemeinschaftsarbeit, Schnickmannstraße in Rostock
- 1989: Figurenumlauf für eine Uhr, Bronze, Fünfgiebelhaus in Rostock
- 1996: Taufbecken, Bronze, Christuskirche in Schwerin
- 1997: Brunnenschale, Bronze, Kloster zum Heiligen Kreuz in Rostock
- 1998: Liegende und Stehende Gewandfigur, Bronze, an der Petrikirche in Rostock
- 1999: Seezeichen, Stahl, im Hafen Sassnitz
- 1999: Brunnen, Bronze und Stein, Brunnenhof in Rostock
- 1999: „Insel der Frauen“, Bronze in Warnemünde
- 2002: Brunnen, Bronze und Stein auf dem Museumshof in Barth
- 2004: Brunnenplastik „Warnemünder Umgang“, 19 Figuren in Warnemünde
- 2008: Brunnenplastik Arethusa, dazu ein Relief zur Stadtgeschichte in Damgarten
- 2010: Stadtmodell mit Denkmal für Christoph Julius Löwe auf dem Marktplatz vor der Stadtkirche Neustrelitz
- 2011: Betglocke der Marienkirche Rostock
- 2012: Gedenktafel für Gottfried Kiesow in der Georgenkirche (Wismar)
- 2013: Stadtmodell Ludwigslust
- 2013: Metis Universitätshauptgebäude Rostock
- 2014: Kleinplastik Michael Tryanowski im Rostocker Hof[2]
- 2015: Gedenkskulptur „Die Trauernde“ für umgekommene Frauen des Außenlagers des KZ Ravensbrück, am Franziskanerkloster Neubrandenburg[3]
- 2016: Brunnen „Sagen der Kühlung“, Lindenpark Kühlungsborn-Ost
- 2016:	Die Häschenschule, Rostock, Koch-Gotha-Straße
- 2016: Türgriff, Rostock, Neues Gemeinde-Chor-Haus der Johanniskirche in der Tiergartenallee
- 2016: Blinde Seher - Sehende Blinde - Blinde Sehende, Neukloster, Alter Markt
- 2020: Spielmann, Rostock, Universitätsplatz
- 2020: Friedensglocke, Wortglocke, Elisabethglocke in der Stiftskirche Bützow

Friedrich erschuf zudem viele Kleinplastiken und auch Grafiken und Malereien.

## Ehrungen
- 1972: Sonderpreis des Ministers für Kultur der DDR
- 1981: Kunstpreis der Stadt Gera
- 1982: Kunstpreis des FDGB
- 1984: Preis der Kleinplastik-Triennale Budapest
- 1988: Nationalpreis III. Klasse
- 1998 Ernst-Rietschel-Kunstpreis